# Lokale analyse (groepentheorie)
In de groepentheorie, een onderdeel van de wiskunde, heeft de term lokale analyse de betekenis dat men een groeptheoretisch probleem eerst voor een specifiek geval onderzoekt in relatie tot elk priemgetal p, om pas later te proberen de opgedane informatie over elk priemgetal te integregen in een 'globaal' beeld.
Lokale analyse begint met de stellingen van Sylow, die significante informatie bevatten over de structuur van een eindige groep G voor elk priemgetal p dat deelbaar is op de orde van G. Dit onderzoeksgebied heeft zich enorm ontwikkeld als bijproduct van de zoektocht naar de classificatie van eindige enkelvoudige groepen, startend met de stelling van Feit-Thompson dat groepen van een oneven orde oplosbaar zijn...